# Plexaura porosa
Plexaura porosa is een zachte koraalsoort uit de familie Plexauridae. De koraalsoort komt uit het geslacht Plexaura. Plexaura porosa werd in 1794 voor het eerst wetenschappelijk beschreven door Esper. 